# Società Europea Veicoli Leggeri Sevel
Società Europea Veicoli Leggeri Sevel S. p. A. (Evropská společnost pro lehká nákladní vozidla) nebo také Sevel Sud je automobilka v italském městě Atessa. Byla založena v roce 1981 jako joint venture italské automobilky FIAT Auto SpA a francouzské skupiny PSA Peugeot Citroën SA. Obě společnosti držely v automobilce 50% podíl. Poté, co se FIAT a PSA spojily do koncernu Stellantis, je Sevel plně dceřinou společností Stellantisu. 
Továrna má rozlohu 1,2 km². Roční výrobní kapacita továrny je přibližně 210 000 vozů. Jedná se o druhého největšího evropského výrobce užitkových automobilů s asi 30% podílem na trhu.
Vyrábí identické dodávkové vozy, minibusy, podvozky a valníky, které se liší pouze znaky příslušných automobilek. V roce 2010 bylo vyrobeno čtyřmilionté vozidlo, jednalo se o Fiat Ducato. Výrobní program v roce 2022 sestával z modelů Fiat Ducato, Citroën Jumper, Peugeot Boxer e Opel/Vauxhall Movano. V roce 2024 rozšířila paletu vyráběných vozů Toyota ProAce Max. 